# San Rafael, Novi Meksiko
San Rafael (navajo: Tó Sido) je popisom određeno mjesto u okrugu Ciboli u američkoj saveznoj državi Novom Meksiku. Prema popisu stanovništva SAD 2010. ovdje je živjelo 933 stanovnika. 
U povijesti ga nalazimo pod imenima Bikyaya i El Gallo.

## Zemljopis
Nalazi se na 35°6′45″N 107°52′57″W / 35.11250°N 107.88250°W, Smješten je u sjevernom središnjem dijelu okruga Cibole. Državna cesta Novog Meksika br. 53 prolazi kroz naselja. Vodi do 5 km udaljene Međudržavne ceste br. 40 i 8 km udaljenog središta Grantsa, okružno sjedišta.

## Stanovništvo
Prema podatcima popisa 2010. ovdje je bilo 933 stanovnika, 364 kućanstva od čega 250 obiteljskih, a stanovništvo po rasi bili su 54,8% bijelci, 0,4% "crnci ili afroamerikanci", 2,3% "američki Indijanci i aljaskanski domorodci", 0,5% Azijci, 0,0% "domorodački Havajci i ostali tihooceanski otočani", 37,3% ostalih rasa, 4,7% dviju ili više rasa. Hispanoamerikanaca i Latinoamerikanaca svih rasa bilo je 72,3%.